# هایکو مکو
هایکو مکو (ارمنی: Հայկո Մկո) یک زوج هنری سینمایی اهل ارمنستان است که عبارتنداز: مکرتیچ آرزومانیان (انگلیسی: Mkrtich Arzumanyan) و هایک ماروتیان
هایکو مکو یک کمدین دوگانه ارمنی، متشکل از هایک ماروتیان (معروف به هایکو) و مکرتیچ ارزومانیان (معروف به مکو) بود. آنها در سریال کارگین، به عنوان سریال کمدی محبوب، بازیگران اصلی بودند و در همان زمان شناخته شدند. در حال حاضر آنها با هم کار نمی‌کنند.

### معرفی هایکو
Hayko Hayk Marutyan (به ارمنی: Հայկ Մարության)، متولد 18 دسامبر 1976، ایروان است. از کلاس اول تا هفتم به مدرسه 83 رفت و در حوزه علمیه آنانیا شیراکتسی ادامه تحصیل داد و کلاس های هشتم، نهم و دهم را نیز در آنجا گذراند. از سال 1371 تا 1376 به دانشگاه مهندسی دولتی رفت. او در سال‌های 1995 تا 2002، عضو تیم KVN پروژه ارمنی (به روسی: Армянский проект) همان دانشگاه بود. هایکو از سال 1996 تا 2002 برای هولدینگ شرم به عنوان فیلمنامه نویس، کارگردان کار کرد. او به عنوان بازیگر در 220 ولت (1996)، والور (1996)، حیاط ما (1996)، حیاط ما 2 (1998)، تویین کاست (2000)، اوریش کاست (2000)، باندا (2000) و کومرتسیون بازی کرد. هایکو در سال 2018 به عنوان شهردار ایروان انتخاب شد و تا سال 2021 در این سمت بود.

### معرفی مکو
Mko Mkrtich Arzumanyan (به ارمنی: Մկրտիչ Արզումանյան، متولد 10 اوت 1976، گیومری) است. او به مدرسه شماره 23 و مدرسه 14 گیومری رفت. از سال 1371 تا 1376 دانشجوی دانشگاه مهندسی دولتی واحد گیومری بود. از سال 1995 تا 1996 در دانشگاه ها و از 1997 تا 2002 در تیم KVN "پروژه ارمنی" (به روسی: Армянский проект) بازی کرد. در سال 2002، Mko در تیم قرن 21 KVN قرار گرفت و در یک بازی جشن در مسکو شرکت کرد. مکو از سال 1996 تا 2002 برای هولدینگ شرم به عنوان فیلمنامه نویس کار کرد. او به عنوان بازیگر در 220 ولت (1996)، والور (1996)، حیاط ما (1996)، حیاط ما 2 (1998)، تویین کاست (2000)، اوریش کاست (2000) و باندا (2000) بازی کرد.
این دو با کارگین هاغوردوم (ارمنی: Կարգին հաղորդում؛ برنامه جالب) که هفت سال اجرا داشت از سال 2002 تا 2009 به عنوان یک برنامه تلویزیونی کمدی ارمنی که در ارمنستان از کانال تلویزیونی ارمنستان پخش می‌شد بسیار شناخته‌شده شدند. این یکی از محبوب‌ترین و موفق‌ترین نمایش‌های کمدی در تاریخ ارمنستان پس از استقلال بود.